# 常凯 (1952年)
常凯（1952年—），劳动法专家，现任中国人民大学劳动关系研究所所长，中国人民大学劳动人事学院教授、劳动关系和劳动法博土生导师。为中国劳动关系学科主要创始人之一，曾任国务院法制办《劳动合同法（草案）》课题组组长。

## 生平
1952年生。毕业于吉林大学历史系、北京师范大学法政研究所、北京大学法学院。获法学硕士、法学博士学位。